# IOS 9
iOS 9 — девятый основной выпуск мобильной операционной системы iOS, разработанный Apple Inc. и являющийся преемником iOS 8. Об этом было объявлено на Всемирной конференции разработчиков компании 8 июня 2015 года, а выпуск системы состоялся 16 сентября 2015 года. На смену ей пришла iOS 10 13 сентября 2016 года.
iOS 9 включает множество обновлений функций для встроенных приложений. В частности, «Заметки» получили возможность рисовать наброски с помощью различных инструментов, вставлять изображения, выделять внешний вид ссылок на веб-сайты и местоположения на карте, а также расширенное форматирование списков; совершенно новое приложение Apple News объединяет статьи из разных источников; и Apple Maps получили поддержку общественного транспорта, хотя и в ограниченном количестве мест на момент запуска. Основные новые системные обновления включают проактивность, когда Siri и расширенный поиск объединяются, чтобы сделать операционную систему более контекстуально осведомленной об информации (например, о времени и местоположении) и предоставить пользователю информацию заранее. Для поиска упреждающий интеллект может отображать мгновенные результаты в формате виджета, включая погоду, спорт, новости и многое другое. iOS 9 также добавила в iPad несколько форм многозадачности. В iOS 9.3 Apple добавила режим Night Shift, который меняет цвет дисплея устройства на более теплый, менее «синий свет», содержащий тень, чтобы уменьшить любое негативное влияние на здоровье глаз пользователей циркадных ритмов. Кроме того, в iOS 9 появились новые функции взаимодействия с пользователем, в том числе «Быстрые действия» и «Peek and Pop», основанные на технологии сенсорного дисплея iPhone 6S. Быстрые действия — это ярлыки на значках приложений на главном экране. Пользователи могут предварительно просмотреть («Peek») контент, не отходя от текущего экрана, прежде чем они перейдут («Pop») просмотренный контент в полноэкранный режим.
iOS 9 получила в основном положительные отзывы. Дэн Сейферт из The Verge похвалил улучшения в Proactivity и Siri, подчеркнув, что раскрывающийся список уведомлений содержит большую часть, если не всю, информацию, необходимую пользователю. Хотя он указал, что Google Now от Google и персональные помощники Cortana от Microsoft предлагают аналогичные услуги, иногда с «лучшими и более разнообразными способами» достижения результатов, улучшения iOS «закладывают основу для ещё большего количества возможностей в будущем». Критики высоко оценили проактивность и Siri за то, что они сделали Центр уведомлений центральным местом для всей информации, а также возможность будущих обновлений для улучшения функциональности. Были дополнены новые функции многозадачности для iPad, а также рисование и вставка фотографий в приложение Notes. Однако Apple News критиковали за небольшое количество прилично выглядящих статей, а Apple Maps критиковали за ограниченную географическую доступность поддержки общественного транспорта.
Через пять дней после выпуска Apple объявила, что iOS 9 была установлена более чем на 50 % «активных» устройств iOS, что Apple назвала «самым быстрым темпом внедрения новой операционной системы».
iOS 9 — последняя операционная система iOS со слайдом для разблокировки. С выпуском iOS 10 Apple представила представление «Сегодня», доступ к которому можно было получить, проведя пальцем вправо. Apple удалила слайд для разблокировки в iOS 10, потому что это могло бы создать путаницу у пользователей, пытающихся разблокировать свой телефон, но вместо этого переходить к новому представлению «Сегодня».

## История операционной системы
Операционная система была представлена на WWDC 2015 8 июня 2015 года. До июля 2015 года обновиться до iOS 9 могли только разработчики. В июле вышла первая публичная бета-версия.
16 сентября 2015 года iOS 9 официально вышла и стала доступна для пользователей по всему миру.

## Нововведения
- Карты получили возможность прокладывать маршрут с использованием общественного транспорта в 13 городах Европы и Америки[9].
- Появилась поддержка Apple Pay в Великобритании.
- Улучшена работа Siri, добавлена функция «Proactive Siri», позволяющая взаимодействовать с контентом, который в настоящее время находится на экране.
- Теперь при регистрации Apple ID требуется придумать не 4-значный, а 6-значный пароль. Таким образом пользователь получит большую безопасность.
- Добавлена функция энергосбережения[10], отключающая фоновое обновление программ, геолокацию, проверку почты, а также занижающее частоту процессора примерно на 40 %.
- Мультиоконность: возможность открытия одновременно двух приложений на одном экране. Поддерживается только iPad Air 2[11], iPad Pro и iPad mini 4.
- «Андроид-миграция» — возможность перенести самые важные данные при переходе с Android на iOS.
- Полностью изменен интерфейс многозадачности[12].
- Добавлен поиск по настройкам[13].
- Добавлено новое приложение «Новости».
- PassBook переименован в Wallet.
- Slide Over: быстрое переключение на вторую программу, не покидая первой.
- Обновленное приложение «Заметки», одно из нововведений — защита заметок паролем или отпечатком пальцев.
- Новый системный шрифт San Francisco[14].
- Новая функция Night Shift изменяет цветовую температуру экрана в зависимости от времени суток, в вечернее время делая её теплее, что снижает нагрузку на глаза.

## Хронология версий iOS 9
- iOS 9 beta 1 (8 июня 2015 года) — первая версия операционной системы.
- iOS 9 beta 2 (23 июня 2015 года) — исправлены многие ошибки, доработана локализация на русский язык, добавлена функция автоматического удаления приложений при нехватке свободного места для установки обновления, замедлена анимация в многозадачности, обновлена иконка подкастов[12].
- iOS 9 beta 3 (8 июля 2015 года) — обновлено приложение «Музыка», папки на iPad теперь содержат по 16 приложений на странице вместо 9. В приложении «Фото» появились альбомы «Селфи» и «Снимки экрана»[15][16]. Добавлено приложение «Новости», которое доступно только для владельцев американских учётных записей iTunes. Также добавлена обновленная двухфакторная аутентификация Apple ID.[17]
- iOS 9 beta 4 (21 июля 2015 года) — исправлены значки в настройках, поддержка iPod touch 6-го поколения, Приложение «Подкасты» получило поддержку функции «картинка-в-картинке» на iPad, Кнопкой увеличения громкости вновь можно делать фотографии[18].
- iOS 9 beta 5 (6 августа 2015 года) — CarPlay поддерживает Apple Music, приложение Музыка получило кнопку «Перемешать все», добавлено 15 новых фоновых изображений, улучшена локализация на русский язык[19].
- iOS 9 GM (9 сентября 2015 года) — повышена стабильность и плавность работы[20].
- iOS 9.1 beta 1 (9 сентября 2015 года) — добавлены новые возможности для iPad, добавлено несколько новых смайлов[20].
- iOS 9 build 13A344 (16 сентября 2015 года) — релизная версия. Для обновления требуется 1,3 ГБ свободного пространства[21].
- iOS 9.1 beta 2 (24 сентября 2015 года) — исправляет ошибки[22].
- iOS 9.0.1 (24 сентября 2015 года) — исправляет многие ошибки, выявленные в iOS 9[23].
- iOS 9.0.2 (30 сентября 2015 года)  — обновление содержит исправление ошибок и некоторые улучшения[24].
- iOS 9.1 beta 3 (2 октября 2015 года) — исправляет ошибки и дизайн[25].
- iOS 9.1 beta 4 (7 октября 2015 года) — ускоряет работу и исправляет ошибки[26].
- iOS 9.1 beta 5 (12 октября 2015 года) — содержит улучшения и исправляет ошибки[27].
- iOS 9.1 (21 октября 2015 года) — более 150 новых смайлов «Эмодзи», улучшена функция Live Photo[28].
- iOS 9.2 beta 1 (27 октября 2015 года) — обновление программного компонента Safari View Controller[29].
- iOS 9.2 beta 2 (4 ноября 2015 года) — исправляет ряд недочётов и улучшает производительность[30].
- iOS 9.2  (8 декабря 2015 года) — исправлены многие ошибки и повышена производительность системы, существенные улучшения получили приложения Apple Music, Почта, iBooks и контроллер Safari View Controller[31].
- iOS 9.2.1 (19 января 2016 года) — обновление системы безопасности и исправление ошибок, включая ошибку, которая могла препятствовать завершению установки программы при использовании MDM-сервера[32].
- iOS 9.3 (21 марта 2016 года) — улучшения в программах «Заметки», News, «Здоровье» и Apple Music. а также добавлена новая функция Night Shift, которая в зависимости от времени суток изменяет цветовую температуру экрана, делая тёплым в тёмное время суток[33].
- iOS 9.3.1 (31 марта 2016 года) — исправлена ошибка в Safari, приводившая к зависанию iOS при переходе по внешним ссылкам.
- iOS 9.3.2 (16 мая 2016 года) — исправлены ошибка Bluetooth (iPhone SE).
- iOS 9.3.3 (16 июня 2016 года) — исправлена критическая ошибка в iMessage Image/IO.
- iOS 9.3.4 (5 августа 2016 года) — небольшие исправления.
- iOS 9.3.5 (25 августа 2016 года) — изменения, значительно повышающие безопасность.
- iOS 9.3.6 (22 июля 2019 года) — исправлена ошибка, из-за которой службы GPS могли неточно определять геопозицию, а системные дата и время могли быть неверными (iPad mini 1, iPad 2, iPad 3, iPhone 4S)[34].

## Поддерживаемые устройства
Ниже приведён список поддерживаемых устройств:
| iPhone - iPhone 4s - iPhone 5 - iPhone 5c - iPhone 5s - iPhone 6 - iPhone 6 Plus - iPhone 6s - iPhone 6s Plus - iPhone SE | iPad - iPad 2 - iPad 3 - iPad 4 - iPad Air - iPad Air 2 - iPad mini - iPad mini 2 - iPad mini 3 - iPad mini 4 - iPad Pro | iPod touch - iPod touch 5 - iPod touch 6 |